# Allians för Sverige
De Alliansen (Nederlands: de Alliantie) was een alliantie van politieke partijen die is opgezet voor de Zweedse parlementsverkiezingen van 2006 en die tussen 2006 en 2014 het land regeerde. Van 2004-2010 heette het Allians för Sverige (Alliantie voor Zweden)
De alliantie bestond uit vier rechtse en centrumrechtse partijen die vóór 2006 oppositie voerden tegen de linkse minderheidsregering onder leiding van de sociaaldemocraat Göran Persson. Die regering werd parlementair gesteund door de Miljöpartiet en de Vänsterpartiet.
De volgende partijen maakten deel uit van de Allians för Sverige:
- De Moderata samlingspartiet (M), een conservatief-liberale partij onder leiding van Ulf Kristersson (in 2006: Fredrik Reinfeldt) met op dit moment 70[1] (op 349) zetels in het Zweedse parlement.
- De Centerpartiet (C), een progressief-liberale en Noords agrarische partij onder leiding van Annie Lööf (in 2006: Maud Olofsson) met op dit moment 31[1] (op 349) zetels in het Zweedse parlement.
- De Folkpartiet liberalerna (FP), een progressief-liberale partij onder leiding van Johan Pehrson (in 2006: Lars Leijonborg) met op dit moment 20[1] (op 349) zetels in het Zweedse parlement.
- De Kristdemokraterna (KD), een christendemocratische partij onder leiding van Ebba Busch  (in 2006: Göran Hägglund) met op dit moment 22[1] (op 349 zetels) in het Zweedse parlement.

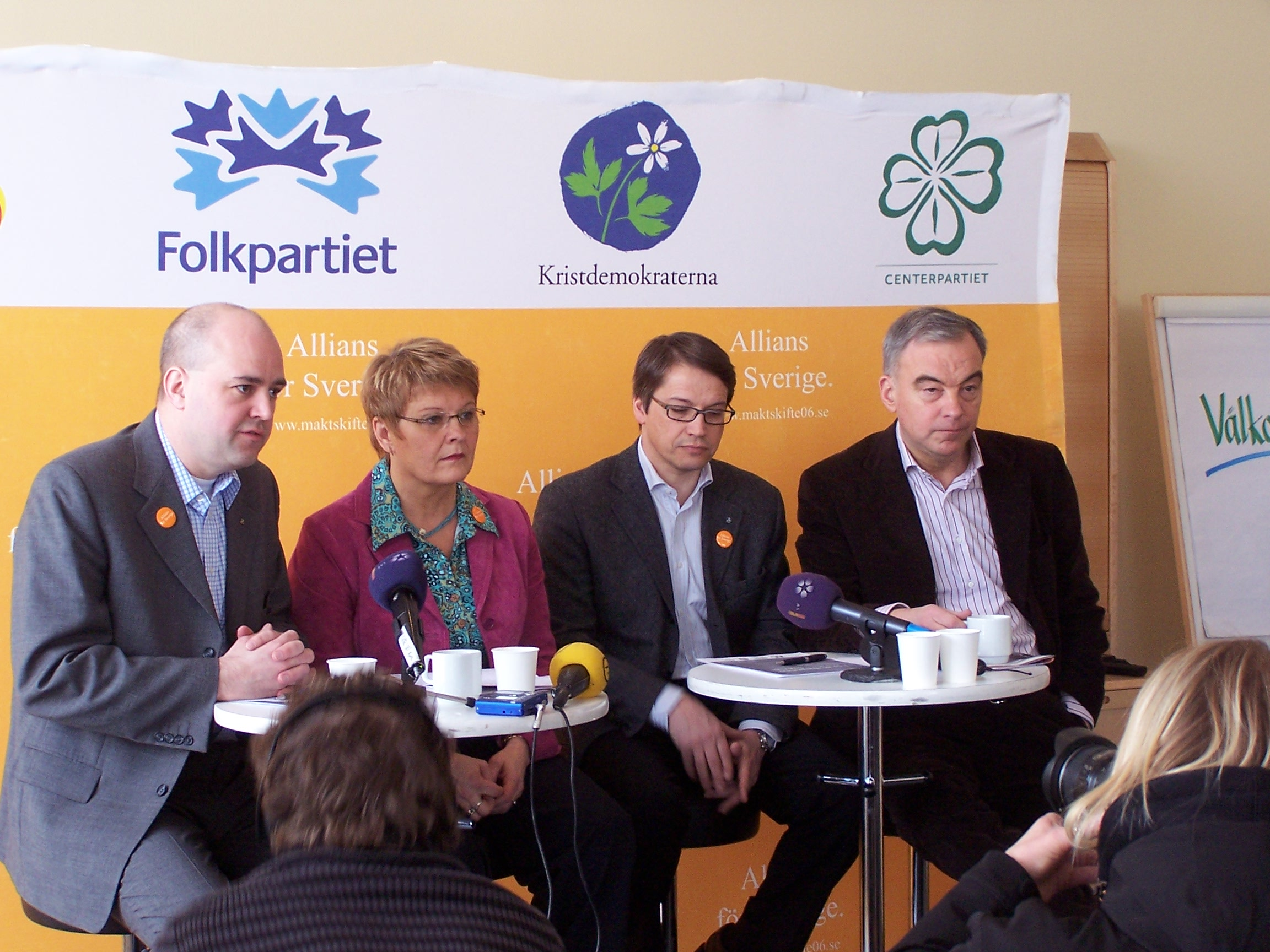
Voorstelling van de alliantie in 2006 met van links naar rechts Fredrik Reinfeldt, Maud Olofsson, Göran Hägglund en Lars Leijonborg.

Fredrik Reinfeldt van Moderaterna werd algemeen beschouwd als de leider van Alliansen en was dan ook sinds de gewonnen verkiezingen de premier van Zweden tot 2014. Bij de Zweedse parlementsverkiezingen van 2010 verloor de alliantie haar parlementaire meerderheid. Enkel de Moderata samlingspartiet van premier Fredrik Reinfeldt won stemmen. De alliantie beschiktte op die manier over 172 zetels in het parlement, een verlies van 6 zetels ten opzichte van 2006. Omdat Alliansen nog altijd meer zetels had dan de Rödgröna (een alliantie van Socialdemokraterna, Miljöpartiet en Vänsterpartiet) en beide allianties bovendien weigerden samen te werken met Sverigedemokraterna, bleef Alliansen aan de macht als minderheidsregering. Na de Zweedse parlementsverkiezingen van 2014 kwamen de Rödgröna, onder leiding van de Sociaaldemocraten met toen der tijd Stefan Löfven weer aan de macht.
In 2019 verklaarden Ebba Busch (KD) en Ulf Kristersson (M) de alliantie op rijksniveau ontbonden toen de andere twee partijen een regering vormden met de Sociaaldemocraten en Miljöpartiet. De partijleiders van Centerpartiet en Liberalerna vonden dat Kristersson zelf de stekker eruit heeft getrokken door eerder de mogelijkheid van een regering met alleen KD te onderzoeken, tegen de wil van de andere partijen in.